# Mbark Boussoufa
Mbark (Moubarak) Boussoufa (arab. مبارك بوصوفة, Mubarak Busufa; ur. 15 sierpnia 1984 w Amsterdamie) – piłkarz marokański, który grał na pozycji ofensywnego pomocnika lub napastnika. Posiada także obywatelstwo holenderskie. Uczestnik Mistrzostw Świata w 2018 roku oraz Pucharów Narodów Afryki w 2012, 2017 i 2019 roku.

## Kariera klubowa
Boussoufa urodził się w Amsterdamie w rodzinie marokańskich emigrantów. Piłkarskie treningi młody Mbark rozpoczął w słynnej szkółce Ajaksu Amsterdam, do której zaczął uczęszczać w wieku 12 lat. W drużynach juniorskich Ajaksu grał przez niemal 5 lat, jednak nie dostał szansy wykazania się w pierwszym zespole. W 2001 roku Boussoufa wyjechał do Londynu i trafił do młodzieżowej drużyny Chelsea F.C. Jednak jego sytuacja w Anglii wyglądała podobnie i Mbark ani razu nie pojawił się w składzie pierwszej drużyny Chelsea. Grał jedynie w rezerwach tego klubu.
Latem 2004 Chelsea sprzedała Boussoufę do KAA Gent za około 200 tysięcy euro. Tam szybko wywalczył miejsce w podstawowej jedenastce. W Eerste Klasse zadebiutował w 1. kolejce, 7 sierpnia w wygranym 1:0 (potem zweryfikowanym jako walkower 5:0) meczu z Germinalem Beerschot. W 7. kolejce zdobył swojego pierwszego gola w lidze (wygrany 2:0 wyjazdowy mecz z Excelsiorem Mouscron). W lidze rozegrał łącznie 29 meczów i strzelił 5 goli, a z Gent zajął wysoką 6. pozycję. W sezonie 2005/2006 pokazał się z jeszcze lepszej strony i już wtedy zaczęto go uważać za najlepszego piłkarza w lidze. Dobrze kierował grą zespołu. Jako ofensywny pomocnik zdobył 9 goli w lidze i poprowadził drużynę z Gandawy do 4. miejsca w Jupiler League.
Już w czerwcu 2006 Boussoufa podpisał 4-letni kontrakt z najbardziej utytułowanym klubem w Belgii, RSC Anderlecht. Suma transferu wyniosła 3,5 miliona euro. Od początku sezonu grał w podstawowym składzie Anderlechtu. W 2006 roku za swoją postawę w lidze Boussoufa został uhonorowany wieloma nagrodami: Złotego Buta dla najlepszego piłkarza Jupiler League, Najlepszego Piłkarza Belgii, Najlepszego Piłkarza Młodego Pokolenia, a także dla Najlepszego Piłkarza w Belgii Pochodzącego z Afryki (Belgian Ebony Shoe) (drugi po Mido piłkarz z Afryki Północnej, który otrzymał tę nagrodę). Wraz z Anderlechtem dwukrotnie został mistrzem kraju (2007, 2010), dwukrotnie wicemistrzem (2008, 2009), jeden raz zdobywcą Pucharu Belgii (2008) i dwukrotnie zdobywcą Superpucharu Belgii (2007, 2010).
11 marca 2011 przeszedł do rosyjskiego Anży Machaczkała za około 10 milionów euro. Podpisał z tym klubem 3-letni kontrakt, w ramach którego ma zarabiać 2,5 miliona euro rocznie. W 2013 roku przeszedł do Lokomotiwu Moskwa.
W sierpniu 2013 roku został sprzedany do Lokomotiwu Moskwa, za sumę 15 mln euro. Mbark Boussoufa był kolejnym piłkarzem, który pożegnał się z ekipą Anży. Wszystko miało związek ze zmianą strategii klubu. Szefowie postanowili, że od tamtego czasu nie będą wydawać na zawodników milionów, lecz postawią na młodych graczy. Oprócz niego z Lokomotiwem kontrakt podpisał wcześniejszy kolega z zespołu Francuz Lassana Diarra. W 2016 roku wypożyczono go do KAA Gent.
W lipcu 2016 Boussoufa podpisał dwuletni kontrakt z Al-Jazira Club. 1 lipca 2018 roku rozwiązał kontrakt z klubem. 3 stycznia 2019 roku przeszedł do arabskiego Al-Shabab. 20 sierpnia 2019 roku przeszedł do katarskiego Al-Sailiya SC.
1 lipca 2020 roku zakończył piłkarską karierę.
| Sezon   | Klub             | Kraj                         | Rozgrywki        | Mecze | Bramki |
| ------- | ---------------- | ---------------------------- | ---------------- | ----- | ------ |
| 2005/06 | KAA Gent         | Belgia                       | Eerste Klasse    | 29    | 5      |
| 2005/06 | KAA Gent         | Belgia                       | Eerste Klasse    | 28    | 9      |
| 2006/07 | RSC Anderlecht   | Belgia                       | Eerste Klasse    | 31    | 8      |
| 2007/08 | RSC Anderlecht   | Belgia                       | Eerste Klasse    | 24    | 5      |
| 2008/09 | RSC Anderlecht   | Belgia                       | Eerste Klasse    | 31    | 10     |
| 2009/10 | RSC Anderlecht   | Belgia                       | Eerste Klasse    | 36    | 14     |
| 2010/11 | RSC Anderlecht   | Belgia                       | Eerste Klasse    | 23    | 10     |
| 2011/12 | Anży Machaczkała | Rosja                        | Priemjer-Liga    | 38    | 7      |
| 2012/13 | Anży Machaczkała | Rosja                        | Priemjer-Liga    | 26    | 4      |
| 2013/14 | Anży Machaczkała | Rosja                        | Priemjer-Liga    | 4     | 0      |
| 2013/14 | Lokomotiw Moskwa | Rosja                        | Priemjer-Liga    | 21    | 2      |
| 2014/15 | Lokomotiw Moskwa | Rosja                        | Priemjer-Liga    | 17    | 1      |
| 2015/16 | Lokomotiw Moskwa | Rosja                        | Priemjer-Liga    | 1     | 0      |
| 2015/16 | KAA Gent         | Belgia                       | Eerste klasse    | 11    | 2      |
| 2016/17 | Al-Jazira Club   | Zjednoczone Emiraty Arabskie | UAE League       | 21    | 4      |
| 2017/18 | Al-Jazira Club   | Zjednoczone Emiraty Arabskie | UAE League       | 16    | 3      |
| 2018/19 | Al-Shabab        | Arabia Saudyjska             | Saudi Pro League | 13    | 1      |
| 2019/20 | Al-Sailiya SC    | Katar                        | Stars League     | 15    | 1      |

## Kariera reprezentacyjna
Boussoufa posiada holenderskie obywatelstwo, w związku z tym proponowano mu grę w reprezentacji Holandii. Marokańczyk odmówił jednak zgłaszając akces do gry w kadrze kraju swoich rodziców. 23 maja 2006 Boussoufa zadebiutował w reprezentacji Maroka w wygranym 1:0 towarzyskim meczu z reprezentacją USA.